# Jean-Luc Martinez
Jean-Luc Martinez (Parigi, 22 marzo 1964) è un archeologo e storico dell'arte francese specializzato nella scultura greca antica. Dal 3 aprile 2013 è presidente e direttore del Museo del Louvre.

## Biografia
Diplomato alla Scuola del Louvre, ottiene la cattedra di associato di storia nel 1989. Dal 1993 al 1996 è membro della Scuola francese d'archeologia di Atene e partecipa a campagne di ricerca a Delo e a Delfi.
Insegna archeologia all'Institut catholique de Paris e all'Université Paris-Ouest-Nanterre-La-Défense.
Nel 1997 diventa conservatore capo del patrimonio al museo del Louvre, con delega alle sculture greche antiche e, nel contempo, insegna all'École du Louvre.
Per decreto del 4 settembre 2007, viene integrato nel corpo dei conservatori del patrimonio, effettivo il primo giugno 2007.
Dal 2007 al 2013 è direttore del dipartimento di antichità greche, etrusche e romane del museo del Louvre. Nell'aprile 2013 succede a Henri Loyrette alla carica di presidente direttore dello stesso museo. Tra i suoi obiettivi di mandato figura quello di rendere il Louvre "più generoso, corretto e accessibile".
In risposta alla distruzione del patrimonio storico-artistico in Siria e Iraq, scrive nel novembre 2015 un rapporto al presidente della repubblica francese intitolato Cinquanta proposte francesi per proteggere il patrimonio dell'umanità.

## Onorificenze
- Cavaliere della Legion d'onore, 31 dicembre 2015[5]